# بارنت آر. میبنک
بارنت آر. میبنک (به انگلیسی: Burnet Rhett Maybank) سناتور سابق عضو حزب دموکرات ایالات متحده آمریکا بود. وی در سال ۱۹۴۱ تا ۱۹۵۴ میلادی سناتور ایالت کارولینای جنوبی در سنای ایالات متحده آمریکا بود.